# Mireuksa
Mireuksa (le temple de Maitreya, le Bouddha de l'avenir) était le plus grand temple bouddhiste de Baekje, un état qui s'était développé dans le sud-ouest de la péninsule coréenne. Il a été fondé au début du VIIe siècle à l'initiative du roi Mu, peu avant la chute du royaume, et est classé dans la liste du patrimoine mondial de l'UNESCO depuis 2015 dans le groupe des aires historiques de Baekje. Abandonné vers 1600, seules deux pagodes sont actuellement encore visibles, dont l'une est une reconstitution, ainsi que deux mâts de drapeau en pierre.

## Géographie
Le temple se trouve à 10 km au nord-est du centre d'Iksan dans la province du Jeolla du Nord dans la commune de Geumma-myeon. Il est orienté vers le sud-sud-ouest et est situé dans une vallée du versant méridional de la Yonghwasan (aussi appelée Mireuksan, 430 m d'altitude). Il s'étendait sur une longueur de 134 mètres depuis l'entrée principale jusqu'à la salle de lecture pour une largeur de 172 mètres. Sa zone de protection s'étend sur 53,76 hectares.

## Histoire
La période de fondation du temple a été confirmée en janvier 2009 par la découverte d'une tablette en or enchâssée dans une pagode qui était datée de 639. Il doit sa création au roi Mu (règne de 600 à 641) et à une de ses conjointes qui voulaient en faire un temple royal à une époque où Iksan devait devenir la deuxième capitale du royaume. Il est supposé qu'Abiji, un célèbre artisan de Baekje qui a été chargé de la construction de la grande pagode de Hwangnyongsa à partir de 645, a participé à l'édification de Mireuksa. Le temple a survécu à la chute du royaume de Baekje et a continué d'être un grand centre de la vie religieuse à l'époque du Silla unifié (676-935, découverte sur le site de tuiles à motif de feuilles de vigne et d'ornements en bronze en forme de phénix). Les fouilles ont montré qu'il a continué de fonctionner au temps de Koryo (918-1392, découverte de céladons et de tuiles décoratives). Les choses ont changé sous la dynastie Joseon (1392-1910) qui s'est tournée vers le confucianisme au détriment du bouddhisme. Le temple devient alors plus petit et est même fermé vers les XVIe et XVIIe siècles, à peu près à l'époque des invasions japonaises. Les bâtiments en bois n'ont ensuite pas survécu, seule la pagode occidentale est parvenue jusqu'au XXe siècle, à moitié effondrée au milieu d'une rizière. Elle connaît une première stabilisation en 1915 au début de la colonisation japonaise. Juste à côté du site, un musée consacré à la présentation du temple et à l'exposition des pièces retrouvées lors des fouilles (il en contient 19 300) a été ouvert en mai 1997,. Celles-ci datent de diverses époques, depuis la fondation jusqu'à Joseon. Le site de Mireuksa a accueilli 680 000 visiteurs en moyenne chaque année entre 2008 et 2012.

## Description

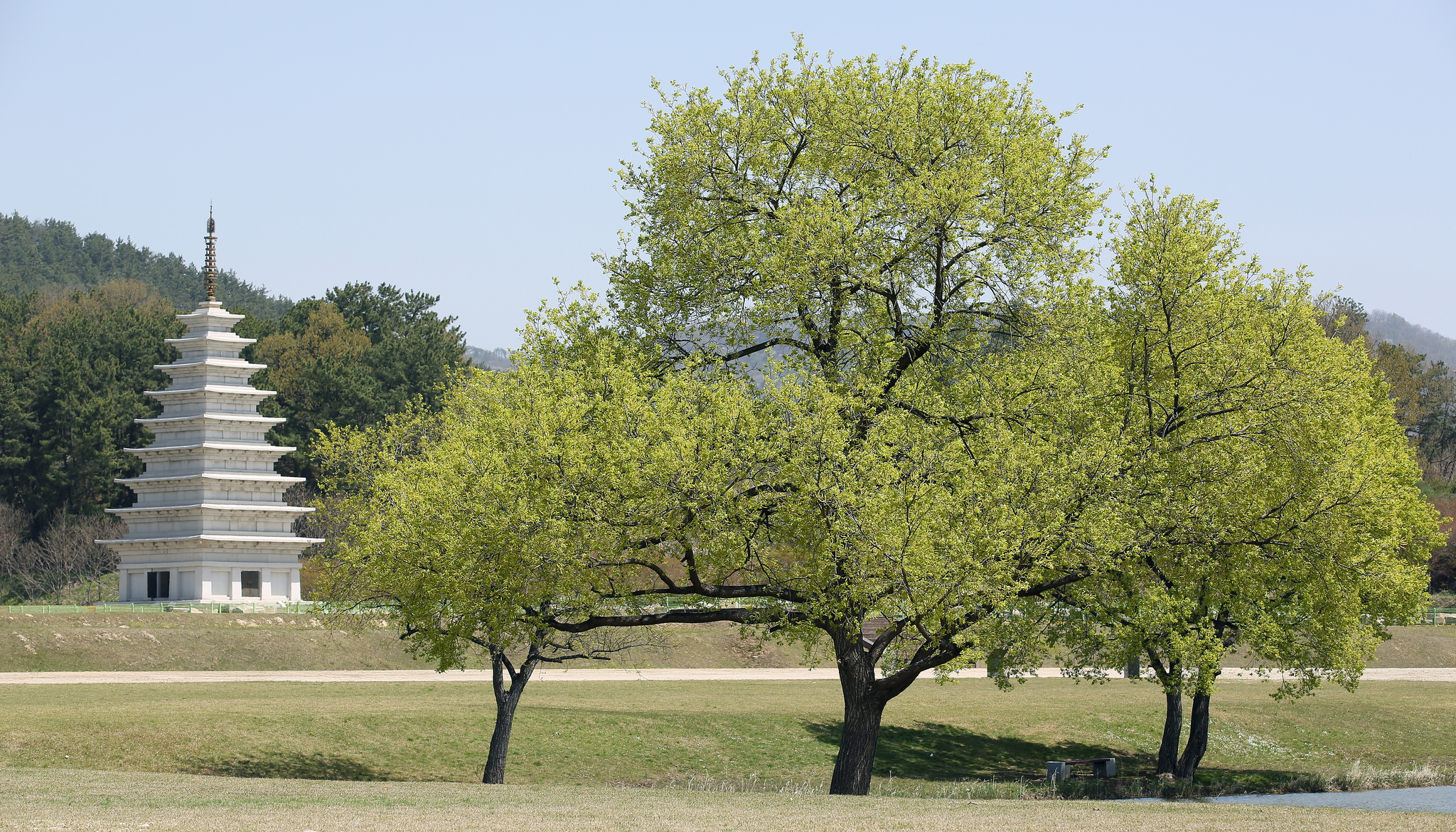
Reconstruction de la pagode orientale

Au départ, le temple était formé de trois pagodes, deux en pierre sur les côtés et une plus grande en bois au centre, avec une grande salle de prière derrière la pagode centrale et deux plus petites derrière les autres pagodes. L'ensemble était entouré de couloirs reliés aux dortoirs pour les moines et à la salle de lecture. L'entrée principale se trouvait du côté sud, elle était flanquée de chaque côté par une autre porte plus petite, chacune d'entre elles se trouvant en face d'une des pagodes. Cet agencement aboutissait à la formation de quatre cours intérieures dont trois incluaient chacune une pagode et une salle de prière tandis que la quatrième, plus spacieuse, s'étendait au nord jusqu'à la salle de lecture. La structure est en accord avec les écritures bouddhistes qui annoncent que Maitreya viendra sauver les hommes par ses trois enseignements.
Les fouilles ont permis de retrouver l'emplacement de la pagode orientale en aout 1974 en prélude à une campagne menée jusqu'en 1994 qui a permis de localiser les autres vestiges. La pagode orientale a été reconstruite en 1992, elle fait 30 mètres de haut,.

## Pagode occidentale

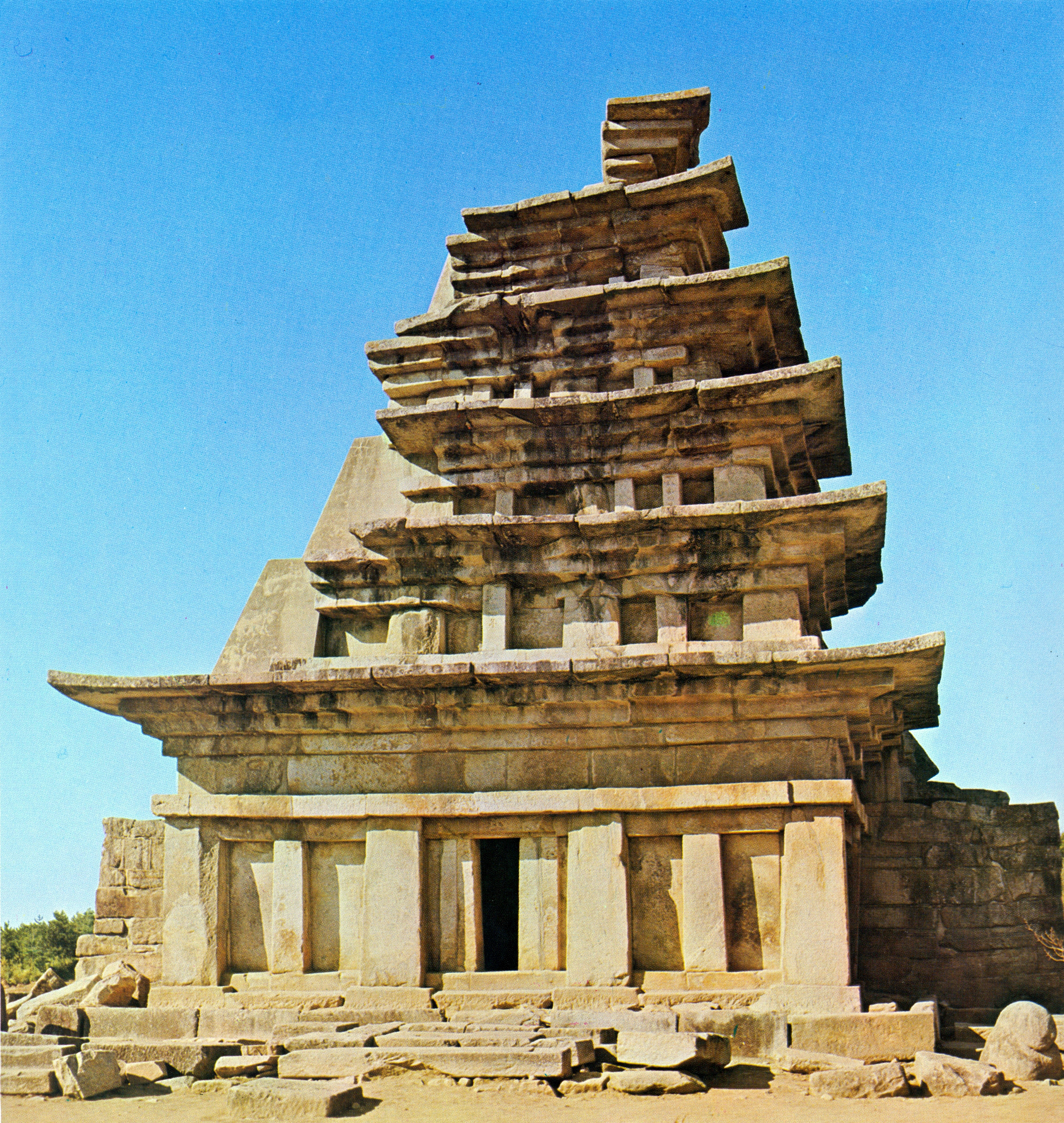
Ruines de la pagode occidentale

La pagode en pierre de Mireuksa a été désignée trésor national n° 11 le 20 décembre 1962 car il s'agit d'une des plus vieilles et plus grandes pagodes en pierre qui aient survécu jusqu'à nos jours (avec celle de Jeongnimsa à Buyeo). Elle dispose d'un grand intérêt architectural puisqu'elle montre comment les hommes de Baekje ont adapté leurs connaissances de la construction en bois à l'utilisation de la pierre. Actuellement, elle mesure 14,2 mètres et compte encore six étages sur les neuf qu'elle devait comporter à l'origine,.
Elle a été démontée pierre par pierre à partir de 2001 en vue de sa restauration et de son analyse. Elle risquait de s'effondrer à cause de ses innombrables éléments structurels (portes, linteaux, traverses, piliers) qui la rendaient fragile et qui ont donc aussi ralenti le travail. La fin de la reconstruction est prévue pour 2016.
L'ouverture du socle le 14 janvier 2009 a permis de faire des découvertes exceptionnelles avec 500 artefacts, conformément à la coutume qui veut que des objets sacrés soient enchâssés lors de la construction pour la bonne conservation du temple et la prospérité de la famille royale. Ce sont en particulier un vase à sarira en or, six reliquaires en argent, deux poignards, des pendants pour couronne et aussi des plaquettes en or avec les noms des donateurs et une plaque en or (15,5 x 10,5 cm) avec un texte décrivant la cérémonie d'enchâssement :

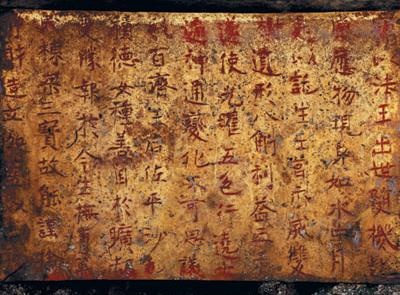
Tablette en or découverte dans la pagode

- Face avant : 竊以法王出世隨機赴感應物現身如水中月是以託生王宮示滅雙樹遺形八斛利益三千遂使光曜五色行遶七遍神通變化不可思議我百濟王后佐平沙乇積德女種善因於曠劫受勝報於今生撫育萬民棟梁三寶故能謹捨淨財造立伽藍以己亥

- Face arrière : 年正月卄九日奉迎舍利願使世世供養劫劫無盡用此善根仰資 大王陛下年壽與山岳齊固寶曆共地同久上弘正法下化蒼生又願王后卽身心同水鏡照法界而恒明身若金剛等虛空而不滅七世久遠并蒙福利凡是有心俱成佛道

Ces inscriptions contiennent entre autres les phrases suivantes :
- « Notre reine de Baekje, fille de Jwapyeong Sataek Jeokdeok, est renommée pour la compassion dont elle a fait preuve à l’égard de notre peuple et pour sa défense du bouddhisme. De son plein gré, elle lui a témoigné sa reconnaissance en faisant construire ce temple et enchâsser des sarira au vingt-neuvième jour de l’an de Gihae »[7] (le 6 mars 639 du calendrier julien ; Jwapyeong est le titre attribué aux plus hauts fonctionnaires du royaume ; Sataek est le nom d'un des huit clans les plus puissants de Baekje dont on a aussi retrouvé la trace sur la stèle de Sataek Jijeok à Buyeo).

- Nous prions pour « que la vie de Sa Majesté » Impériale « soit aussi solide que les montagnes et que son règne, aussi éternel que le ciel et la terre, répande le dharma dans l’au-delà et convertisse le peuple ici-bas »[6].

## Légende
La fondation de Mireuksa est aussi relatée dans une légende incluse dans les Souvenirs des trois royaumes, la légende de Seodong (Seodong est le nom d'enfance attribué au roi Mu) : en se rendant au temple Sajasa avec sa nouvelle épouse Seonhwa, la troisième fille du roi Jinpyeong de Silla, ils aperçoivent une triade de Bouddhas Maitreya dans l'eau d'un étang au pied du mont Yonghwasan. La reine demanda alors à son mari de construire un temple en leur honneur sur le lieu de cette apparition. Après avoir donné son accord, il demanda aussi l'avis du moine Jimyeong qui pria en cette faveur. Peu après, l'étang fut comblé par de la terre descendue de la montagne et Mireuksa fut construit avec l'aide de nombreux hommes envoyés par le roi de Silla.